# Zamora FC
Zamora Fútbol Club – wenezuelski klub piłkarski, założony 2 lutego 1977, z siedzibą w mieście Barinas.

## Osiągnięcia
- Zwycięzca Primera División Venezolana: 2012–13, 2013–14, 2015, 2016, 2018
- Zwycięzca Copa Venezuela: 2019

## Historia
Klub założony został 2 lutego 1977 roku pod nazwą Atlético Zamora Fútbol Club. Jako Atlético klub występował w pierwszej lidze do sezonu 1998/99 włącznie, kiedy to z powodu kłopotów finansowych wycofał się z turnieju Clausura i spadł do II ligi. W czasie pobytu w drugiej lidze zmienił nazwę na obecną. W sezonie 2005/06 klub zajął drugie miejsce w drugiej lidze i wrócił do pierwszej ligi.
Swoje mecze domowe klub rozgrywa na stadionie Estadio La Carolina, mogącym pomieścić 27 500 ludzi.